# Gorogobius
Gorogobius is een geslacht van straalvinnige vissen uit de familie van grondels (Gobiidae).

## Soorten
- Gorogobius nigricinctus (Delais, 1951)
- Gorogobius stevcici Kovacic & Schliewen, 2008